# Протозоологія

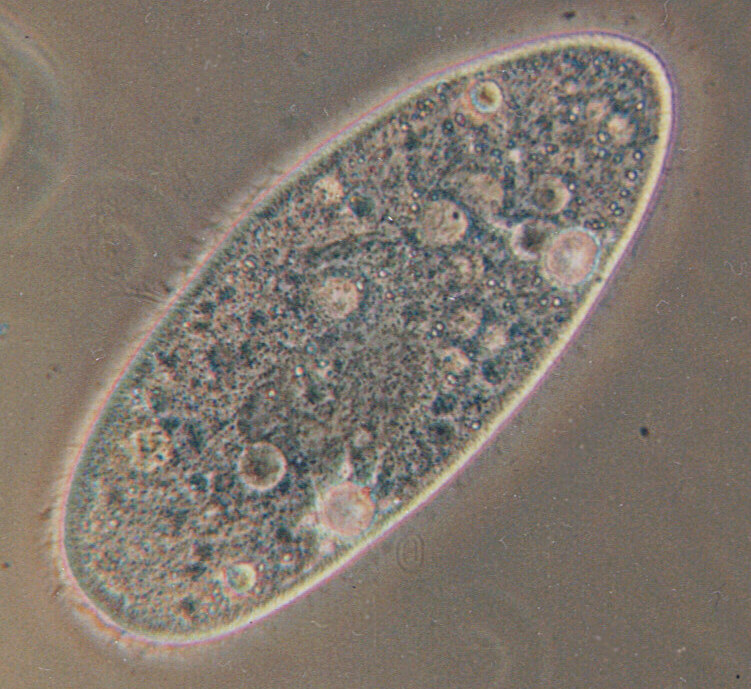
Інфузорія Paramecium aurelia.

Протозооло́гія (від новолат. Protozoa — «найпростіші» та грец. λόγος — «наука») — розділ зоології, що вивчає найпростіших (яких раніше розглядали як одноклітинних тварин): амеб, інфузорій тощо. Медична та ветеринарна протозоологія вивчають протозойні хвороби, які спричинюють деякі найпростіші (плазмодії, трипаносоми, лейшманії тощо) та інші паразити.
Інколи термін «протозоологія» використовують як синонім протистології.

## Товариства протозоологів
- Общество протозоологов при РАН, Росія, створене в 1992 г. Раніше існувало Всесоюзное общество протозоологов, створене при АН СРСР у 1968 р.

- Білоруське товариство протозоологів

- British Society for Protist Biology (раніше як British Section of the Society of Protozoologists British, BSSP, Велика Британія)
- Czech Section (Czech Society for Parasitology, засн. 1964, Прага)  [Архівовано 2 липня 2010 у Wayback Machine.]

- Deutsche Gesellschaft für Protozoologie e.V., DGP (German Society of Protozoologists, Німеччина) [Архівовано 29 квітня 2010 у Wayback Machine.]

- Israel Society for Parasitology, Protozoology and Tropical Diseases (Ізраїль)

- Società Italiana di Protozoologia (Італія)

- Міжнародна комісія з протозоології

## Журнали з протозоології
- Протозоология (у 1976—1993 вийшло 14 тематичних збірника)

- Паразитологический сборник Зоологічного інституту РАН

- Acta Protozoologica (International Journal on Protistology, Польща, з 1963 р.).

- Archiv für Protistenkunde (Jena, з 1902 р.)

- Journal of Eukaryotic Microbiology (з 1954 р)  [Архівовано 30 травня 2011 у Wayback Machine.]